# Ahmed Hassan (Fußballspieler, 1975)
Ahmed Hassan Kamel (arabisch أحمد حسن, DMG Aḥmad Ḥasan; * 2. Mai 1975 in Maghagha, Gouvernement al-Minya) ist ein ehemaliger ägyptischer Fußballspieler, der zuletzt beim Zamalek SC unter Vertrag stand. Der Mittelfeldspieler nahm mit der Nationalmannschaft zwischen 1998 und 2010 an sieben Afrika-Cups teil und ist der Rekordnationalspieler Ägyptens.

## Karriere im Verein
Ahmed Hassan begann in seiner am Nil gelegenen Heimatstadt Maghagha mit dem Fußballspielen. Seine Profikarriere startete Hassan bei seinem Jugendverein Aswan Club. Nach einem Jahr jedoch verließ er den Verein in Richtung Ismaily SC, einen etwas erfolgreicheren Verein. Nach dem Afrika-Cup 1998 wechselte Hassan in die türkische Liga zu Kocaelispor. 2000 folgte dann der Wechsel zu Denizlispor. Im Jahr 2001 folgte Hassan seinem Nationalmannschaftskollegen Abdel Zaher El-Saqua zu Gençlerbirliği. Nach drei erfolgreichen Jahren, in denen er zweimal im Finale um den türkischen Pokal stand, wechselte er zu Beşiktaş Istanbul und wurde mit diesem Verein in der Saison 2005/2006 Türkischer Pokalsieger.

### RSC Anderlecht
Nachdem er bei der Fußball-Afrikameisterschaft 2006 zum besten Spieler des Turniers gewählt worden war, waren einige europäische Topklubs an ihm interessiert, so zum Beispiel Fulham, Newcastle United und Espanyol Barcelona. Jedoch entschied sich Hassan für den RSC Anderlecht und wechselte schließlich ablösefrei in die belgische Liga. Mit Anderlecht gelang Hassan sofort die Qualifikation für die UEFA Champions League. Im Mittelfeld des RSC Anderlecht bildete er mit Lucas Biglia und Jan Polák eine Einheit. Schließlich gab er zum Saisonbeginn 2007/2008 bekannt, dass dies seine letzte für Anderlecht sein werde. Seine Familie kehrte schon 2007 nach Ägypten zurück. In der Wahl für den Belgischen Goldenen Schuh wurde er hinter Steven Defour Zweiter.

### Rückkehr nach Ägypten
Um seine Karriere zu beenden, kehrte er in die ägyptische Liga zurück und unterzeichnete bei al Ahly Kairo einen Zweijahresvertrag. In seinen ersten zwei Spielen für den Verein erzielte er zwei Tore. Zur Saison 2013/2014 wechselte er zu al Zamalek SC und beendete am Ende der Saison seine Karriere.

### Karrierestatistik
| Verein                | Saison    | Liga                        | Spiele | Tore |
| --------------------- | --------- | --------------------------- | ------ | ---- |
| Aswan Club            | 1996/1997 | Egyptian Premier League (I) |        |      |
| Aswan Club            | Gesamt    |                             |        |      |
| Ismaily SC            | 1997/1998 | Egyptian Premier League (I) |        |      |
| Ismaily SC            | Gesamt    |                             |        |      |
| Kocaelispor           | 1998/1999 | Süper Lig (I)               | 29     | 1    |
| Kocaelispor           | 1999/2000 | Süper Lig (I)               | 20     | 3    |
| Kocaelispor           | Gesamt    | Gesamt                      | 49     | 4    |
| Denizlispor           | 2000/2001 | Süper Lig (I)               | 31     | 5    |
| Denizlispor           | 2001/2002 | Süper Lig (I)               | 10     | 4    |
| Denizlispor           | Gesamt    | Gesamt                      | 41     | 9    |
| Gençlerbirliği Ankara | 2001/2002 | Süper Lig (I)               | 15     | 10   |
| Gençlerbirliği Ankara | 2002/2003 | Süper Lig (I)               | 27     | 13   |
| Gençlerbirliği Ankara | Gesamt    | Gesamt                      | 42     | 23   |
| Beşiktaş Istanbul     | 2003/2004 | Süper Lig (I)               | 26     | 14   |
| Beşiktaş Istanbul     | 2004/2005 | Süper Lig (I)               | 29     | 9    |
| Beşiktaş Istanbul     | 2005/2006 | Süper Lig (I)               | 24     | 5    |
| Beşiktaş Istanbul     | Gesamt    | Gesamt                      | 79     | 28   |
| RSC Anderlecht        | 2006/2007 | Erste Division (I)          | 30     | 12   |
| RSC Anderlecht        | 2007/2008 | Erste Division (I)          | 26     | 8    |
| RSC Anderlecht        | Gesamt    | Gesamt                      | 56     | 20   |
| al Ahly Kairo         | 2008/2009 | Egyptian Premier League (I) |        |      |
| al Ahly Kairo         | 2009/2010 | Egyptian Premier League (I) |        |      |
| al Ahly Kairo         | 2010/2011 | Egyptian Premier League (I) |        |      |
| al Ahly Kairo         | Gesamt    |                             |        |      |
| Zamalek SC            | 2011/2012 | Egyptian Premier League (I) |        |      |
| Zamalek SC            | Gesamt    |                             |        |      |

## Karriere in der Nationalmannschaft
Am 29. Dezember 1995 absolvierte Hassan unter Ruud Krol bei der 1:2-Niederlage gegen Ghana sein erstes Länderspiel für die A-Nationalmannschaft Ägyptens. Bei dem Afrika-Cup 1996 stand Hassan zwar im Kader der Pharaonen, kam jedoch nicht zum Einsatz. Beim 7:1-Sieg über Namibia im WM-Qualifikationsspiel am 8. November 1996 erzielte der Ägypter sein Premierentor.
Zwischen 1998 und 2010 kam Ahmed Hassan bei sieben aufeinanderfolgenden Afrika-Cups zum Einsatz; in 32 Spielen erzielte der Ägypter acht Treffer. 1999 und 2009 kam Hassan außerdem zu insgesamt sechs Einsätzen und einem Treffer im Confederations Cup.
Während des Afrika-Cups 2010 bestritt Ahmed Hassan sein 170. Länderspiel und überbot damit Hossam Hassan als Rekordnationalspieler Ägyptens. Eine Zeit lang wurde er von der FIFA als männlicher Fußballspieler mit den meisten Länderspielen geführt. Bis Mai 2012 bestritt er insgesamt 184 Länderspiele, in denen ihm 33 Torerfolge gelangen.
Titel und Erfolge
- Afrika-Cup-Sieger: 1998, 2006, 2008, 2010; Teilnahme 1996 (ohne Einsatz), 2000, 2002, 2004
- „Silberner Schuh“ des Afrika-Cups: 2006 (vier Tore), 2010 (drei Tore)
- Bester Spieler des Afrika-Cups: 2006, 2010
- Türkischer Pokalsieger: 2005/2006